# Statsministerens åbningstale
Statsministerens åbningstale er den mundtlige redegørelse, som statsministeren ifølge Grundlovens § 38 skal afholde, når en ny folketingssamling indledes. Som minimum sker den første tirsdag i oktober, ved Folketingets åbning. 
I Grundloven af 1953 indskrev man paragraffen om, at statsministeren skal redegøre for "rigets almindelige stilling og de af regeringen påtænkte foranstaltninger", ligesom paragraffens stk. 2 fastslår, at der på grundlag af redegørelsen skal finde en almindelig forhandling sted i Folketinget. Denne forhandling kaldes åbningsdebatten. Redegørelsen om regeringens planer sker i form af et katalog over lovforslag, som regeringen agter at fremsætte i løbet af samlingen.
Statsministre har siden 1925 holdt en sådan åbningstale, selvom karakteren af åbningstalen har udviklet sig meget over årene. Før da havde kongen ret (men ikke pligt) til evt. at holde en åbningstale, når Rigsdagen indledte arbejdet. Denne tale blev oprindeligt kaldt en trontale og dette ord hænger i nogen grad ved, når statsministerens åbningstale kommenteres. Frem til 1874 forekom trontaler med jævne mellemrum men siden da kun meget undtagelsesvis.
Udover de åbningstaler der holdes hvert år i oktober, når Folketinget åbner, holder statsministeren normalt også tiltrædelsestale, når Folketinget åbner efter et folketingsvalg. Selvom dette mange år har været kutyme, er statsministre ikke forpligtet til det i form af Grundloven, modsat af hvad der er tilfældet med den faste åbningstale i oktober. Derfor er disse tiltrædelsestaler som regel kortere og har en langt mindre højtidelig karakter.  
Statsministerens åbningstale vurderes og kommenteres flittigt både af politiske modstandere, kommentatorer og medier, ligesom mange interesseorganisationer forholder sig til den del af talen, der måtte vedrøre deres område.
Talen er en særegen institution, da den holdes fra Folketingets talerstol og derfor indtil for ganske få år siden ikke lignede andre politiske taler, men snarere en oplæsning af et juridisk dokument.
Talen har de senere år varet omkring 40-50 minutter.

## Senest afholdte taler
- 1997-2001: Statsminister Poul Nyrup Rasmussen
- 2002-2008: Statsminister Anders Fogh Rasmussen
- 2009-2010: Statsminister Lars Løkke Rasmussen
- 2011-2014: Statsminister Helle Thorning-Schmidt
- 2015-2018: Statsminister Lars Løkke Rasmussen
- 2019-2021: Statsminister Mette Frederiksen (2021)

De seneste ca. 10 års åbningstaler kan både ses og læses på regeringens hjemmeside.